# Дубровина, Александра Емельяновна
Алекса́ндра Емелья́новна Дубро́вина (1919—1943) — советская антифашистка-подпольщица. Во время Великой Отечественной войны член подпольной комсомольской организации «Молодая гвардия» во временно оккупированном немецкими войсками городе Краснодоне.

## Биография

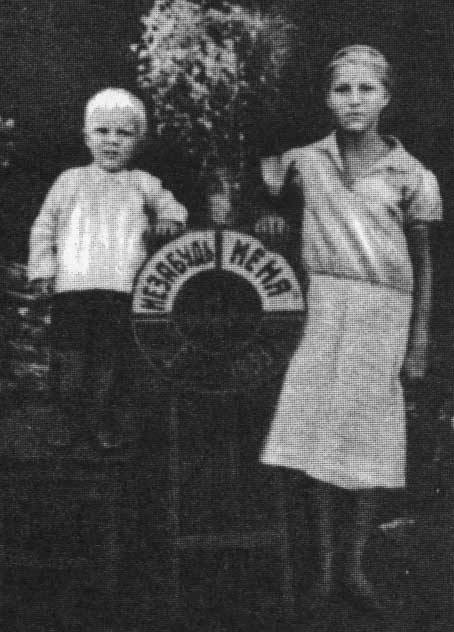
Александра Дубровина с братом. Начало 1930-х годов.

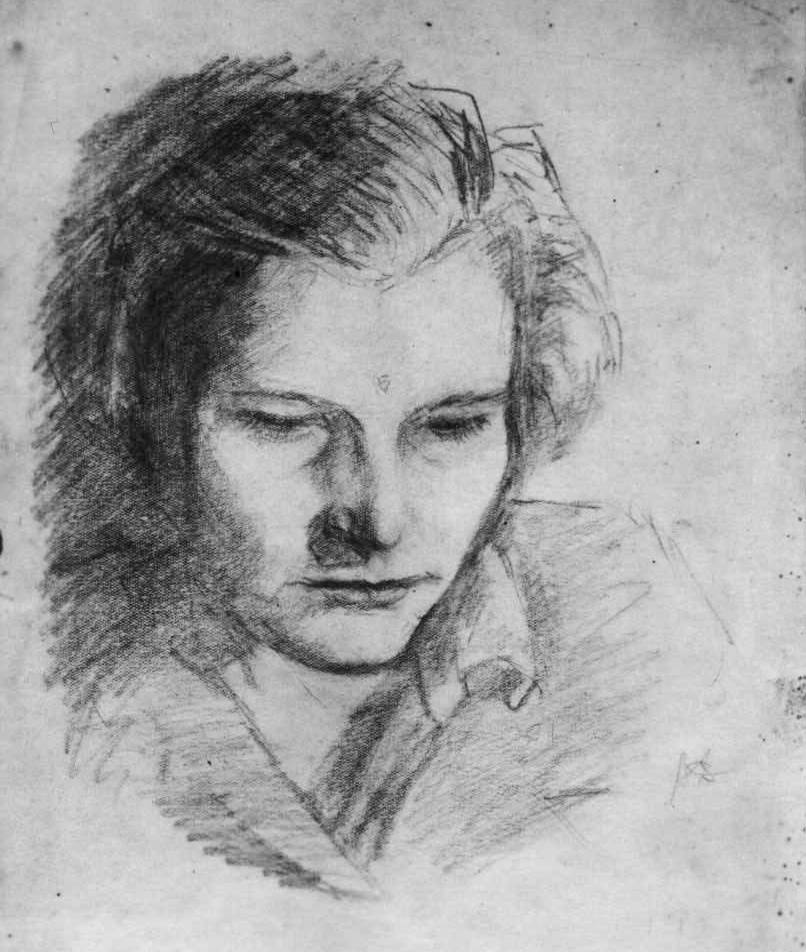
А. Е. Дубровина. Автопортрет.

Александра Емельяновна Дубровина родилась 17 ноября 1919 года в городе Новочеркасске (ныне в Ростовской области Российской Федерации) пятым ребёнком в семье рабочего-шорника Емельяна Евсеевича и домохозяйки Анны Егоровны Дубровиных. Русская[значимость факта?]. По материнской линии родом из казачьего сословия Подонья[значимость факта?].
В 1920 году вскоре после взятия Новочеркасска частями Красной Армии семья Дубровиных покинула разорённый Гражданской войной город и перебралась в соседнюю Донецкую губернию.
До 1926 года Дубровины жили в родном для Анны Егоровны хуторе Герасимовка недалеко от посёлка Краснодон, затем переехали в посёлок Первомайку. Здесь в 1927 году Александра Дубровина пошла в первый класс Первомайской неполной средней школы.
Училась Александра прилежно, особенно легко ей давались гуманитарные предметы, а в старших классах любимыми занятиями стали уроки химии и биологии[значимость факта?]. В свободное от учёбы время девушка увлекалась чтением книг, неплохо рисовала. Дружила она больше с мальчишками, вместе с ними ходила на рыбалку, а зимой каталась на коньках. Многодетная семья жила в постоянной нужде, но жизненные невзгоды только закалили характер девушки. Ещё во время учёбы в школе она уже твёрдо знала, что станет учителем, и настойчиво шла к поставленной цели. Окончив семилетку, она перевелась в школу № 1 имени Максима Горького в посёлке Сорокино, где завершила десятилетнее образование.
С 1937 года А. Е. Дубровина — студентка биологического факультета Ростовского университета.
В 1938 году девушку приняли в комсомол. Учёбу в университете Александра сочетала с активной комсомольской и общественной[какой?] работой[значимость факта?]. Она успевала заниматься спортом, а также подрабатывать по вечерам и выходным, чтобы содержать себя и помогать матери. Однако финансовые неурядицы всё же заставили её в 1940 году перевестись в Харьковский государственный университет, где она окончила 4 курс химико-биологического факультета. В июне 1941 года она успешно сдала экзамены.

Хорошо помню Шуру. Она была очень трудолюбивой. Мы сильно уставали на работе, настроение было подавленным и не всегда было желание принести воды или дров… А Шура, не вступая с нами в пререкания, чья очередь выполнять то или другое, молча поднималась и говорила: «Я пойду. Я сделаю»— Из воспоминаний Г. И. Лыщенко, опубликованных на сайте «Молодая гвардия»
После окончания полевых работ и возвращения в Харьков студенты были распущены по домам.
В августе 1941 Александра вернулась к родителям в Первомайку и вскоре устроилась преподавателем химии и биологии 7-10 классов в среднюю школу № 6. Молодую учительницу также назначили классным руководителем 10 класса, в котором учились будущие руководители Первомайской ячейки «Молодой гвардии» Анатолий Попов, Ульяна Громова и другие. Во время работы в школе Александра сблизилась с одной из своих учениц — Майей Пегливановой, с которой они стали лучшими подругами несмотря на пятилетнюю разницу в возрасте. Рассказывая о трогательной дружбе девушек, тётя Майи А. В. Огородняя вспоминала:

Передо мной всплывает образ Шуры Дубровиной. Худощавая девушка с простой стрижкой. Одевалась всегда скромно, чаще всего ходила в тёмно-синей шерстяной юбке и белой кофточке. Шура Дубровина была всегда строга к себе, настойчивой в достижении цели и обладала большой волей. Эта молодая учительница в первый же год своей работы завоевала большой авторитет среди своих учеников. Майя Пегливанова, комсорг Первомайской школы № 6, подружилась с молодой учительницей-комсомолкой Шурой Дубровиной. Их сближали не только общие общественные интересы, но и увлечение химией. Майя Пегливанова очень любила химию и отдавала ей всё свободное время. Шура Дубровина заметила способную ученицу и всегда старалась помочь ей. Часто Шура приходила к Майе домой, и я их видела вместе, склонивших головы над решением химических задач. Так началась их дружба, которая переросла в пылкую привязанность и недаром отметила, что Шура Дубровина ходила за Майей Пегливановой «как нитка за иголкой»— Из воспоминаний А. В. Огородней, опубликованных на сайте «Молодая гвардия»
Дружба Александры и Майи продолжалась и после окончания последней средней школы. Именно по рекомендации Пегливановой Александра Дубровина в октябре 1942 года стала членом Первомайской группы «Молодой гвардии». Роль Дубровиной в подпольной организации была очень велика. Как старший товарищ, она пользовалась большим авторитетом и имела сильное влияние на своих бывших учеников. Хладнокровная и рассудительная, она умела сдерживать горячность юношей и девушек, удержать их от поспешных и необдуманных решений. В то же время она всегда находила нужные слова, чтобы разжечь ненависть к врагу, воодушевить подпольщиков на борьбу с оккупантами и их прислужниками. «В фашистском тылу вела большую политико-воспитательную работу среди своих учащихся…» — такая характеристика деятельности А. Е. Дубровиной впоследствии была дана бюро райкома ВКП(б) города Краснодона. По поручению штаба организации Александра писала и распространяла антифашистские листовки и сводки Совинформбюро, вела пропаганду среди жителей Краснодона, собирала медикаменты и бинты для военнопленных, принимала участие в организации их побегов.
11 января 1943 года Александру и её подругу Майю арестовали. В комендатуре, однако, выяснилось, что «нужная» Дубровина уже арестована и Александру отпустили. Арестованной оказалась её племянница, которую также звали Сашей. Полицаи скоро разобрались, что арестовали не ту Дубровину и начали искать учительницу. Мать Майи и её тётя советовали девушке скрыться, но Александра приняла другое решение. «Там, где Майя и мои товарищи, там буду и я» — ответила она. Собрав свои вещи, Александра Дубровина добровольно явилась в полицию. На допросах она выбрала тактику молчания. Её жестоко избивали, но возвращаясь в камеру, она находила в себе силы ухаживать за другими девушками. Мария Андреевна Борц, мать подпольщицы Валерии Борц, арестованная вместо дочери, вспоминала о последних днях Александры Дубровиной в тюрьме:

Дубровина Шура — была плотная девушка среднего роста, круглолицая блондинка с голубыми глазами. Она слегка картавила, и это так шло к ней и так мило у неё получалось. Она была добрая, чуткая и отзывчивая. О себе никогда ничего не говорила, всегда успокаивала других и больше беспокоилась об окружающих— Из воспоминаний М. А. Борц, опубликованных на сайте «Молодая гвардия»
16 января 1943 года А. Е. Дубровина была казнена в числе других молодогвардейцев. Палачи прострелили ей ногу и нанесли несколько ножевых ранений, после чего до смерти забили прикладами. Обезображенное тело девушки было сброшено в шурф шахты № 5.
После освобождения Краснодона советскими войсками тела казнённых молодогвардейцев были подняты из шахты и захоронены в братской могиле на центральной площади города.

## Награды
- Орден Отечественной войны 1 степени (13.09.1943, посмертно).
- Медаль «Партизану Отечественной войны 1 степени» (21.09.1943, посмертно).